# Laguna Butaco
La laguna Butaco es un pequeño cuerpo de agua ubicado en la región costera de la Región del Biobío. Luis Risopatrón en su obra "Diccionario Jeográfico de Chile" le da el nombre Tranaquepe que era el del fundo que existía en la zona.: 896 

## Ubicación y descripción
Está ubicada a 25 km al norte de la comuna de Tirúa en la región del Biobío. Cuenta con una superficie aproximada de 1 km² y su volumen almacena más de 7 millones de m³ de agua.: 12  Es de gran valor paisajístico, pero también es una fuente de abastecimiento de agua relevante para las comunidades locales.

## Historia
Luis Risopatrón describe en su Diccionario Jeográfico de Chile de 1924 el fundo que la poseía :
Tranaquepe (Fundo). 58° 12' 73° 24' Tiene 5.200 hectáreas de superficie i se encuentra en él la pequeña laguna del mismo nombre, cerca del mar, a corta distancia al N de la caleta de Quidico. 68, p. 249; i 156; i Tramanquepe en 101, p. 947.
(La latitud dada por Risopatrón contiene evidentemente un error).

## Hidrología
Tiene características exorreicas y de alimentación pluvial. Por su ribera norte desagua hacia el mar por el estero Tranaquepe, según el mapa del lado derecho. Drena un área de 13 343,07 hectáreas (133,4 km²) a una altitud de 11 m s. n. m.: 98 

## Población, economía y ecología
En su ribera norte se encuentran los pequeños poblados de Los Renovales y Pichihuechui, dedicados a la agricultura y ganadería en pequeña escala.

### Estado trófico

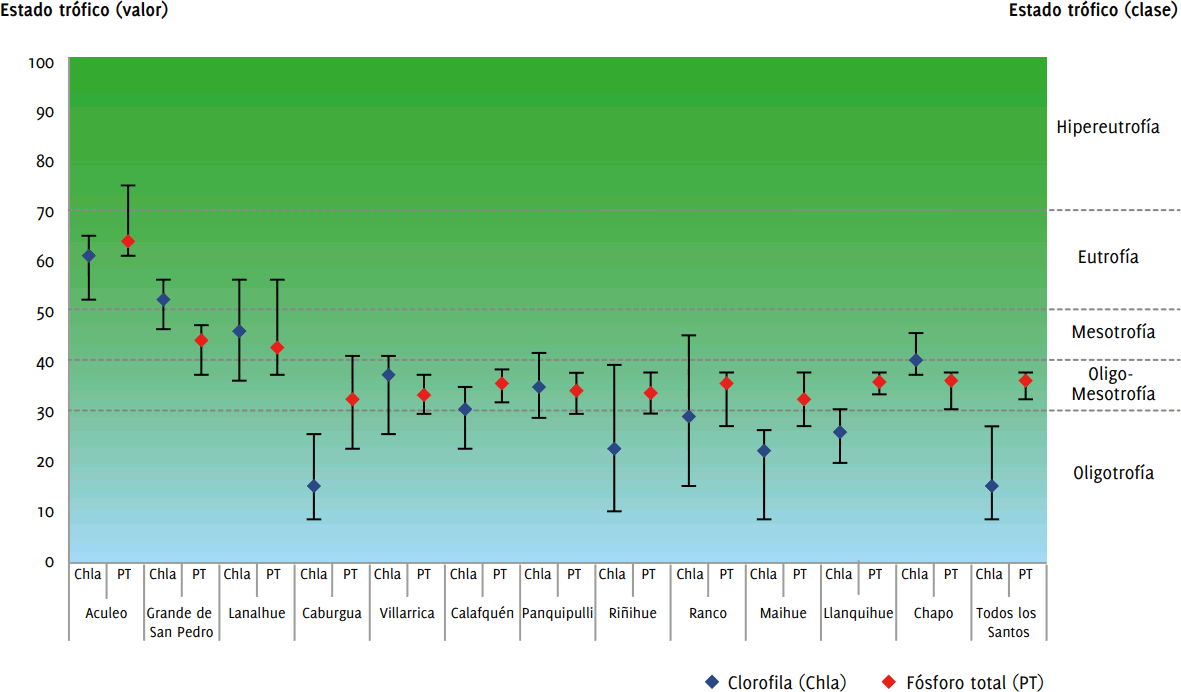
Estado trófico de 13 lagos de Chile en 2018.

La eutrofización es el envejecimiento natural de cuerpos lacustres (lagos, lagunas, embalses, pantanos, humedales, etc.) como resultado de la acumulación gradual de nutrientes, un incremento de la productividad biológica y la acumulación paulatina de sedimentos provenientes de su cuenca de drenaje.: 4  Su avance es dependiente del flujo de nutrientes, de las dimensiones y forma del cuerpo lacustre y del tiempo de permanencia del agua en el mismo.: 24  En estado natural la eutrofización es lenta (a escala de milenios), pero por causas relacionadas con el mal uso del suelo, el incremento de la erosión y por la descarga de aguas servidas domésticas entre otras, puede verse acelerado a escala temporal de décadas o menos.: 4  Los elementos más característicos del estado trófico son fósforo, nitrógeno, DBO5 y clorofila y la propiedad turbiedad.
Existen diferentes criterios de clasificación trófica que caracterizan la concentración de esos elementos (de menor a mayor concentración) como: ultraoligotrófico, oligotrófico, mesotrófico, eutrófico, hipereutrófico. Ese es el estado trófico del elemento en el cuerpo de agua. Los estados hipereutrófico y eutrófico son estados no deseados en el ecosistema, debido a que los bienes y servicios que nos brinda el agua (bebida, recreación, higiene, entre otros) son más compatibles con lagos de características ultraoligotróficas, oligotróficas o mesotróficas.: 14 
Según un informe de la Dirección General de Aguas de 2018, el lago tenía en 2014 condiciones de oligotrofia según parámetro de clorofila.: 23 